# 28125 Juliomiguez
28125 Juliomiguez este un asteroid din centura principală de asteroizi.

## Descriere
28125 Juliomiguez este un asteroid din centura principală de asteroizi. A fost descoperit pe 26 septembrie 1998 la Socorro, New Mexico, în cadrul proiectului LINEAR. Asteroidul prezintă o orbită caracterizată de o semiaxă mare de 2,28 ua, o excentricitate de 0,09 și o înclinație de 4,0° în raport cu ecliptica.